# Dhonakulhi
Dhonakulhi is een van de onbewoonde eilanden van het Haa Alif-atol behorende tot de Maldiven. Het eiland beslaat een oppervlakte van ca. 234.000 km².
Een groot deel van het eiland wordt in beslag genomen door een vakantieresort, dat zijn deuren in 2005 opende.